# Vänsterpartiet – Zona Franca
Vänsterpartiet – Zona Franca (italienska: Partito della Sinistra – Zona Franca, PdL) var ett vänstersocialistiskt politiskt parti i San Marino, bildat 2005 av medlemmar av socialdemokratiska Partito dei Democratici som motsatte sig detta partis samgående med San Marinos socialistparti. 
I de allmänna valen 2006 ingick PdL en valallians med Kommunistisk pånyttfödelse kallad Förenade Vänstern som efter valet kom att ingå regeringskoalition med Folkliga alliansen och Socialisternas och demokraternas parti.
2012 omvandlades Förenade Vänstern till ett parti.